# Gaëtan Gatian de Clérambault
Pour les articles homonymes, voir Clérambault.
Gaëtan Gatian de Clérambault est un psychiatre français né le 2 juillet 1872 à Bourges et mort par suicide le 17 novembre 1934 à Malakoff.
Ethnographe et photographe à ses loisirs, Clérambault a fait carrière à l'Infirmerie spéciale, y accumulant un matériau clinique dans sa recherche de l'étiologie des passions criminelles, spécialement l'érotomanie, appelée depuis syndrome de Clérambault. Il élabore le concept d'automatisme mental et soutient l'idée d'un développement intrinsèque des psychoses à partir d'un écho de la pensée sorti de l'inconscient, et non d'une cénesthésie. Tout en insistant sur les origines toxiques voire infectieuses des hallucinations, il inaugure pour les paranoiaques une clinique structurale du sujet.

## Biographie

### Extraction et première jeunesse (1872-1888)
Gaëtan Gatian de Clérambault est issu d'une famille noble de Touraine. Avec son plus jeune frère Roger, il sera élevé dans la tradition catholique et l'orgueil de descendre, par sa mère, d'Alfred de Vigny, par son père, l'historien Édouard Gatian de Clérambault, de René Descartes. Sa mère Valentine de Saint-Chamans est la sœur de Léontine, mère de Noémie de Saint-Ours.
Sa petite enfance se passe à Bourges. Il y découvre en jouant la menuiserie et la mécanique auprès d'un père bricoleur, sous-inspecteur de l'Enregistrement qui lui transmet ses souvenirs de receveur en Algérie, à Oran puis Tlemcen. Il n'a pas tout à fait cinq ans quand, en juin 1877, meurt sa sœur aînée. S'ensuivent deux années qui inquiètent les médecins par ce qui ressemble à des migraines ophtalmiques à répétition mêlées à des nausées. C'est l'école qui clôt cette période et, en 1881, seules les leçons quotidiennes de latin, que sa mère a alors l'idée de lui donner elle-même, viennent le consoler du chagrin que lui cause le déménagement pour Gueret, préfecture où son père est nommé inspecteur pour quatre ans.
À treize ans, il est envoyé à Paris et inscrit à l'internat du collège Stanislas. Il y découvre L'Imitation de Jésus-Christ, dont, resté célibataire, il fera sien le modèle de vie ascétique. Brillant, il passe sa philosophie avec un an d'avance.

### Études supérieures (1889-1901)
En 1889, Gaëtan Gatian de Clérambault s'inscrit pour deux ans aux cours de dessin à l’École des arts décoratifs, où les études commencent par celles de l'anatomie, jusqu'à ce que son père lui enjoigne de faire son droit, ce qu'il réussit en 1892 mais c'est pour aussitôt s'inscrire à la Faculté de médecine, de sorte que l'année suivante il peut accomplir son service militaire dans des conditions favorables, officier du Service de santé. Récusé de la prestigieuse artillerie pour les trois centimètres qui manquent à son mètre soixante sept, ce sera au 51e RI, qui est stationné à Beauvais dans la caserne Watrin. Son service militaire terminé à l'automne 1894, il reprend son externat de médecine.
En 1898, dans la même promotion que Joseph Capgras, il sort admis du concours de l'internat. C'est alors qu'il choisit de s'orienter vers la pathologie mentale. Il soutient sa thèse de doctorat l'année suivante. En y défendant une thèse opposée à celle de Valentin Magnan sur l'origine des othématomes régulièrement observés chez les aliénés, non parce que ceux ci se cognent mais parce que la vésanie s'accompagne de carences alimentaires, il inscrit celle ci dans la rivalité entre la moderne école de Charcot et la prestigieuse Sainte Anne. C'est en effet à la Salpêtrière qu'il commence son internat. Il est affecté au quartier des femmes de l'ex-service de Jean-Martin Charcot que dirige Paul Dubuisson, un médecin expert près le tribunal pas loin de donner tort à la société plutôt qu'à ses patientes enfermées.
Au pavillon, il y découvre l'aspect criminologique de la pratique et observe comment parfois le sexe féminin privilégie certains développements de la pathologie mentale, tels que la kleptomanie. En amphithéâtre, il y reçoit les enseignements de l'hypnologue Jules Voisin sur l'idiotie congénitale, du neurologue Jules Dejerine sur la neuroanatomie, de l'aliéniste Philippe Chaslin sur la démence précoce. Il se déplace à Sainte Anne pour participer aux cours de Valentin Magnan, la leçon du mercredi, la conférence dominicale, et aussi les présentations de malades. C'est là qu'il acquiert les techniques psychiatriques de l'entretien, de l'anamnèse, du tableau clinique mais c'est dans Emil Kraepelin qu'il apprend la clinique.

### Changement de poste et de paradigme (1902-1913)

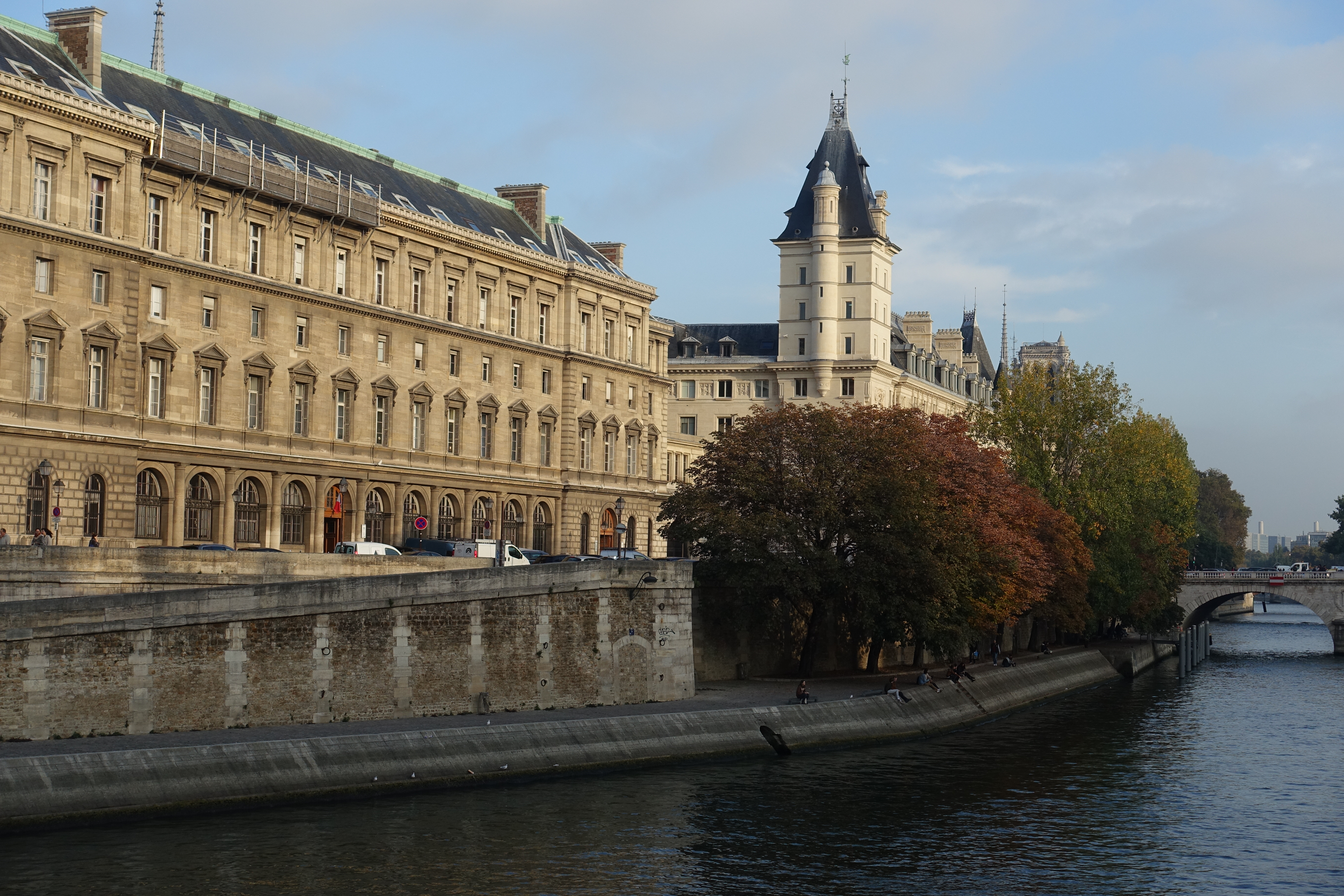
La « Tour pointue », 36 quai des Orfèvres, où l'ISPP dispose de dix huit cellules et Clérambault, vingt-quatre ans durant, d'un bureau.

Le 1er mars 1902,  Clérambault quitte l'Assistance publique de Paris pour rejoindre Paul Garnier, médecin-chef depuis 1886 de l'infirmerie spéciale, qui est le service de médecine légale de la Préfecture de police de Paris destiné à la psychiatrie et dont le rôle est d'orienter - sur la base d'un diagnostic psychiatrique argumenté - , soit vers la prison, soit vers l'hôpital ou leurs domiciles, les personnes conduites au Dépôt à la suite d'un scandale sur la voie publique.
Moins de huit mois plus tard, il rédige avec un de ses collègues un article sur la folie à deux dans lequel il soutient que la psychose ne doit pas être réduite à son délire car il observe des cas « intermédiaires » où elle se manifeste par un discours suffisamment cohérent pour être partagé.
En 1903, il prend une année sabbatique, qu'il passe à Vienne.
À partir du 1er janvier 1905, il fait fonction de médecin adjoint sous la supervision d'un agrégé, Ernest Dupré. Deux mois et demi plus tard, son chef de service, Paul Garnier, meurt soudainement. Arthur Legras vient le remplacer.
Depuis son retour d'Autriche, il adresse à ses collègues hospitaliers des certificats d'internement qui, de façon très inhabituelle, attestent du strict athématisme de la psychose du patient, instillant ainsi une clinique nouvelle selon laquelle le délire n'est qu'une superstructure. Depuis Esquirol, les paranoïas étaient sous le terme de monomanie distinguées selon un schéma unique par le thème dominant du délire, la folie des grandeurs, la folie d'amour, la folie de la maladie…
Clérambault, parce que ses patients ne sont pas hospitalisés mais mènent une vie sociale, observe des psychotiques qui ne délirent pas toujours ou pas d'une seule manière. Confronté à des toxicomanes, il note en outre que le contenu du délire présente des constantes selon la substance utilisée, alcool, éther, chloral, cocaïne… C'est ce qui l'amène à rechercher un « phénomène élémentaire » au-delà des idées délirantes, qui ne soit pas une « hallucination élémentaire ». Il invente l'expression de petit « automatisme mental » pour désigner cet « élément initial, fondamental, générateur des psychoses hallucinatoires chroniques, dites psychoses systématisées et progressives. L'idée qui domine la psychose n'en est pas la génératrice, bien que la psychologie classique le confirme. Le noyau de ces psychoses est dans l'automatisme, l'idéation en est secondaire. »

« L’obligation de se tenir soi-même compagnie est une épreuve à laquelle nombre de cerveaux ne résistent pas. »

— Clérambault à propos des circonstances qui déclenchent le délire.
En 1910, il visite la Tunisie. Il accède au statut de praticien le 1er mars 1913. Pour ses vacances, il retourne en Tunisie. Il y fait des croquis des habitants dans leurs vêtements non cousus.

### Guerre et dévoilement (1914-1919)
La guerre vient interrompre sa carrière. Clérambault est mobilisé le 3 août 1914 et son régiment est envoyé au front près de Soissons. Blessé à l'épaule, ce qu'il lui vaudra d'être décoré de la Croix de guerre (1914-1918) avec palme et croix de chevalier de la Légion d'honneur, il est envoyé au Maroc et affecté au 1er régiment de marche d'Afrique. Il est chargé de réorganiser les dispensaires, ce qui lui donne l'occasion d'apprendre l’arabe. Il retrouve la psychiatrie en se voyant confié la réorganisation de la prise en charge des aliénés de Fès.[pas clair]
C'est là qu'il entame de réaliser pour sa collection personnelle une quantité devenue mythique[réf. nécessaire] de photographies de femmes « indigènes » qu'il fait poser dans sa propre demeure. Le prétexte est l'étude du drapé et la sauvegarde d'un savoir faire en péril. Les modèles d'un jour sont invitées, à prendre la pose dans les différentes phases de l'habillage ou du déshabillage[réf. souhaitée], jusqu'à une cinquantaine par série, pour en fixer chacune sur la pellicule.
Démobilisé le 31 janvier 1919, il séjourne pendant encore une année au Maroc pour se consacrer à son étude du drapé. Il repère les enveloppements « scapulaire spiral », « spiral pelvien »… décrypte les schémas « cercle », « en boucle »… étudie les positionnements thoracique, scapulaire… une grammaire du drapé. Inventeur d'un nouveau champ de l'anthropologie, il étend ses études aux chlamydes grecques, aux toges romaines, aux tuniques assyriennes pour retrouver comment les drapés se sont combinés en passant d'une contrée à l'autre, d'une époque à une autre.

### La figure de l'Infirmerie psychiatrique (1920-1927)
Clérambault ne reprend son travail à l' Infirmerie psychiatrique (IP) de la préfecture de police de Paris que le 1er mars 1920, désormais au poste de médecin-chef. Il succède enfin à Ernest Dupré, qui avait pris la suite d'Arthur Legras en 1916. Les cellules sont insalubres. Il n'aura de cesse de réclamer à la préfecture de police de Paris, un aménagement plus digne des locaux.
Parmi les quelque deux mille patients par an amenés dans ce service d'admission en urgence, il observe plusieurs cas d'érotomanie, dont deux en 1913 et huit entre 1920 et 1923 font l'objet de publications, de présentations, de discussions et d'études approfondies. Il note que cette psychose ne répond pas aux critères de la clinique telle qu'elle est alors enseignée. D'après Clérambault, l'érotomanie se caractérise non pas par le délire que développe la patiente à l'endroit d'une personne aimée mais par un processus secondaire, en trois phases, né, comme dans la mélancolie, d'une certitude initiale unique que la patiente a acquise sur elle-même de manière définitive, le « Postulat », en l'occurrence celle d'être aimée. Ce renversement paradigmatique amène Clérambault à inventer la catégorie des psychoses passionnelles, c'est-à-dire sans hallucinations. La folie ne naît pas d'un envahissement croissant de l'esprit par le délire mais dans un moment soudain, qui, dans le cas de l'érotomanie, est le « coup de foudre », avant même que ne se produise un délire, s'il s'en produit jamais.
En septembre 1921, Clérambault présente, ses travaux sur les « drapés arabes » lors d'un congrès annuel d'histoire organisé par la Sorbonne. Revêtant un petit modèle articulé (de), de ceux qui sont utilisés dans les cours de dessin, est rendu, pour la première fois, un péplos dans toute sa souplesse. À la suite de ce succès, il sollicite les Beaux Arts pour créer à ses frais un enseignement sur le sujet. De septembre 1923 à juin 1925, ses conférences, basées sur les séries de clichés, attirent les foules et il faut mettre à disposition le plus grand amphithéâtre. Une campagne de dénigrement dirigée contre lui amène l'administrateur de l'école, Georges Bomier, à interrompre l'expérience. L'esthète, vexé, refuse la proposition de continuer ses conférences au Musée Guimet ou au Louvre.
Aux alentours de ses cinquante cinq ans, vers 1927, il souffre de façon plus aiguë des ophtalmies et céphalées qui ne l'ont pas quitté depuis l'enfance. Nausées et vertiges l'obligent à faire des pauses et son travail s'en ressent.

### Lacan et aveuglement (1928-1933)
De l'automne 1928 à l'été 1929, Clérambault supervise Jacques Lacan qui, orienté par son professeur Marc Trénel, a choisi de consacrer une année de son internat à la médecine légale. Il lit avec déplaisir dans l'introduction du mémoire de fin de stage que lui remet Lacan, que c'est Henri Claude, son rival de Sainte Anne - et non lui-même - que Lacan cite comme référence principale.
Quand Lacan fait l'exposé de son mémoire à la Société médicopsychologique, un tableau de la paranoïa, Clérambault l'accuse de plagiat devant les participants, ce à quoi le jeune docteur lui répond avec un aplomb inouï que c'est lui le plagiaire. Le manuscrit est refusé[Par qui ?]. Quand il finit par trouver un éditeur, l'auteur ajoute, parmi de nombreuses autres, une note de bas de page, aussi révérencieuse qu'ironique. Il y reconnait, à propos de la comparaison de l'automatisme mental à « un annélide » qui ne prend forme de délire que secondairement, la dette envers l'enseignement du « Maître ».
La colère de Clérambault aurait été motivée par un acte de plagiat. À examiner sérieusement cet argument, comme le fait Jean-Claude Maleval, il apparaît n'être guère que prétexte pour masquer une irritation par ailleurs fondée. L'article de Lacan intitulé « Structure des psychoses paranoïaques », bien que particulièrement élogieux à l'égard de Clérambault, développe une thèse incompatible avec l'un des enseignements majeurs de ce dernier. A la lecture de ce texte, qui prend parti en faveur de Claude dans le débat sur la paranoïa, la colère de Clérambault s'avère justifiée. La réponse de Lacan dans sa thèse de 1932 fut aussi brutale que les invectives du maître : l'enseignement de Clérambault s'y trouve soumis à une critique en règle. Il faut attendre une mutation interne à la recherche de Lacan pour que celui-ci redevienne un maître dans l'observation des malades. En 1946, il apparaît à Lacan que nul n'a su mieux que Clérambault mettre en évidence, aux limites de la signification, les structures de la connaissance paranoïaque, fondées en une stase de l'être dans une identification idéale. Dans les années 50, la clinique du petit automatisme mental s'avère constituer la meilleure description du déchaînement du signifiant considéré comme le mécanisme déterminant de la psychose appréhendée à partir de la forclusion du Nom-du-Père. Le regard psychiatrique de Clérambault reste pour Lacan et ses élèves « le plus proche de ce qui peut se construire d'une analyse structurale. »
C'est vers cette époque, aux alentours de 1929, que la cataracte du savant se décompense. Empêché de lire, d'écrire, de travailler, il ne se déplace plus sans se heurter et doit user de procédés mnémoniques pour retrouver les objets. Le rythme de ses contributions chute, une seule en 1930. Pendant les deux années suivantes, il n'écrit rien.
En 1932, membre du jury de thèse de Lacan, Clérambault note sévèrement son travail. Ceci empêche Lacan de postuler à l'agrégation et de faire carrière dans l'enseignement universitaire.[réf. nécessaire]
Une double opération de la cataracte vient lui donner un peu répit, mais l'année 1933 reste peu productive pour Clérambault.

### Déchéance physique et suicide (1934)
Au début de l'année 1934, il devient patent que l'opération qui a un temps délivré le docteur Clérambault de la cataracte est un échec. Redevenu quasi aveugle, le sexagénaire fait une chute. Une fracture lui fait tenir la chambre. À trois ans de la retraite, il est convenu qu'il assurera sa présence au 36 quai des Orfèvres durant sa convalescence jusqu'en novembre. Le samedi 20 octobre, il fait une intervention devant la Société médicale mais il lui est évident qu'il est trop handicapé pour être maintenu à domicile, même avec l'aide de sa vieille domestique. Il consacre les jours suivants à classer ses papiers et demande à un collègue hospitalier, le docteur Vetel, de lui trouver une place dans une maison de retraite.

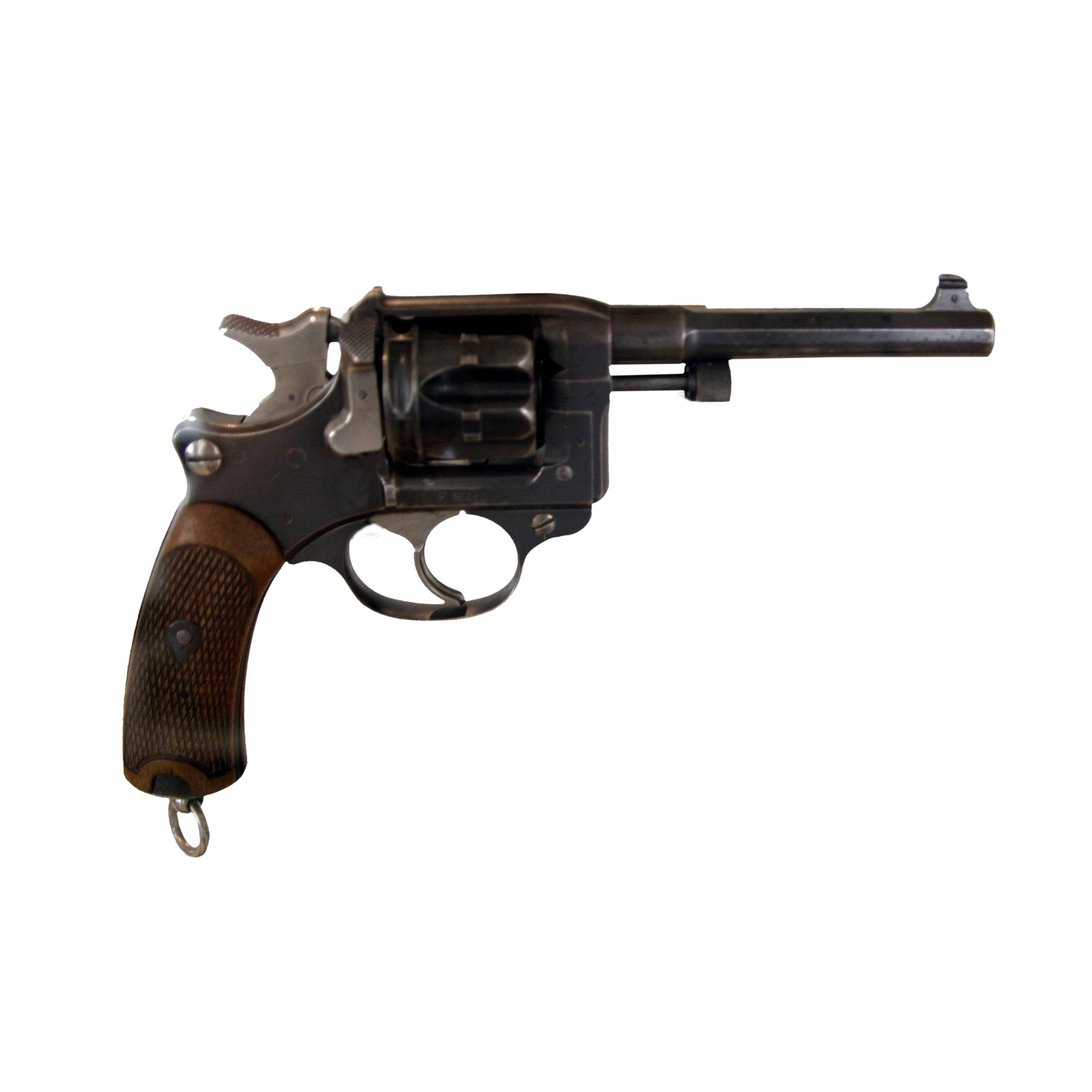
Modèle MAS 1892 dont était doté le psychiatre de la police.

Le 15 novembre, il recommande à sa servante de prévenir le docteur Poujade, un voisin, au cas où il lui arriverait « quelque chose ». Le 16, il trouve déserte la salle où il s'apprête à faire une présentation de malades. Négligence d’appariteur, le calendrier n'a pas été affiché. De retour dans sa modeste maison à un étage du 46 rue Danicourt, actuelle rue Vincent Moris à Malakoff, il essaie son revolver d'officier dans le jardin. Le lendemain matin, samedi, il rédige une lettre destinée au commissaire de police. Il  y confesse s'être emparé en 1919 d'un tableau de Caillebotte, mentionne les difficultés financières qui sont celles des médecins du service public sans fortune personnelle, désigne une cousine comme légataire universel et lègue ses biens à l’Assistance publique. Il se cale dans un fauteuil, les pieds appuyés sous le grand miroir de sa chambre, et se tire deux balles, ce que les journalistes de la presse des faits divers ne manqueront pas de présenter comme une mise en scène d'un « hyphéphile », au milieu des mannequins de vitrine qui lui servaient à l'étude du drapé. Il est enterré au cimetière de Malakoff.

## Œuvre psychiatrique

### Épilepsie
- « Migraine. Aphasie avec parésie transitoire - une seule attaque (éthylisme). Fugue inconsciente. Fugue consciente. Tendance au suicide. (Présentation de malade). », in Bulletin, p. 41, Société Clinique de Médecine Mentale, Paris, février 1909.
- « Attaque comitiale. Délire consécutif mnésique. Commentaires. (Présentation de malade). », in Bulletin, p. 191, Société Clinique de Médecine Mentale, Paris, juin 1909.

### Psychoses passionnelles
- Les délires passionnels. Érotomanie, Revendication, Jalousie (présentation de malade), Bulletin de la Société Clinique de Médecine Mentale, février 1921.
- Érotomanie Pure. Érotomanie Associée (présentation de malade), Bulletin de la Société Clinique de Médecine Mentale, juillet 1921.
- Érotomanie pure persistant depuis 37 années (présentation de malade), Bulletin de la Société Clinique de Médecine Mentale, juin 1923.

### Automatisme mental
- Contribution à l'étude de l'othématome (pathogénie, anatomie pathologique et traitement)., Thèse, Paris, 1899.
- La fin d’une voyante (présentation de malade), Bulletin de la Société Clinique de Médecine Mentale, décembre 1920.

### Hystérie et perversion féminine
- Passion érotique des étoffes chez la femme (1908), Archives d’anthropologie criminelle de Médecine légale, t. XXIII, Éd. Masson et Cie, 1908.
- Passion érotique des étoffes chez la femme (1910)], Archives d’anthropologie criminelle de Médecine légale, t. XXV, Éd. Masson et Cie, 1910.

### Rééditions contemporaines
- L'Automatisme mental, Les Empêcheurs de penser en rond, Le Plessis-Robinson, 1992  (ISBN 978-2-908602-15-9)
- L'Érotomanie, Les Empêcheurs de penser en rond, 2002  (ISBN 978-2-84671-035-0).
- La Fin d'une voyante, Les Empêcheurs de penser en rond, 1997  (ISBN 978-2-84324-004-1)
- Œuvres psychiatriques, Frénésie, Paris, 1998  (ISBN 978-2-906225-07-7)
- Passion érotique des étoffes chez la femme, Les Empêcheurs de penser en rond, 2002  (ISBN 978-2-84671-036-7)
- Souvenirs d'un médecin opéré de la cataracte suivi de En photo profonde avec Clérambault, Les Empêcheurs de penser en rond, 1992  (ISBN 978-2-908602-20-3)
- Œuvres Choisies, Éditions de la Conquête, 2017

## Œuvre esthétique

### Mécanique du drapé
- « Introduction à l’étude des costumes drapés arabes », in Catalogue du Congrès d’histoire de l’art, Sorbonne, Paris, septembre 1921.
- Cycle de conférences, École des Beaux-Arts, Paris, 1923-1925.
- Classification des costumes drapés, Archives du Musée de l'homme, Paris, 1928,

in Y. Papetti Y., F. Valier F., B. de Freminville & S. Tisseron, La passion des étoffes chez un neuropsychiatre - Gaëtan Gatian de Clérambault, 1872-1934, Solin, Arles, 1997.
- Recherches technologiques sur le drapé, Archives du Musée de l'homme, Paris, [s.d.]

in Y. Papetti Y., F. Valier F., B. de Freminville & S. Tisseron, La passion des étoffes chez un neuropsychiatre - Gaëtan Gatian de Clérambault, 1872-1934, Solin, Arles, 1997.

### Photographies de la femme voilée
Lors de ses séjours au Maroc en 1915 et 1917, Clérambault réalise un très grand nombre de photographies de femmes voilées. Elles ont été déposées aux archives du musée de l'Homme parmi les cinq mille pièces du fonds Clérambault puis confiées à la médiathèque du musée du quai Branly. Certaines ont été exposées au Centre Georges-Pompidou en 1990 et publiées en 1997 dans un recueil commenté par Serge Tisseron.

### Photographies des lieux du passé
Quatre-cent-quatre-vingt-cinq phototypes attribués à Clérambault, vues de villes, édifices et monuments français, sont conservés dans les archives photographiques de la Médiathèque du patrimoine.

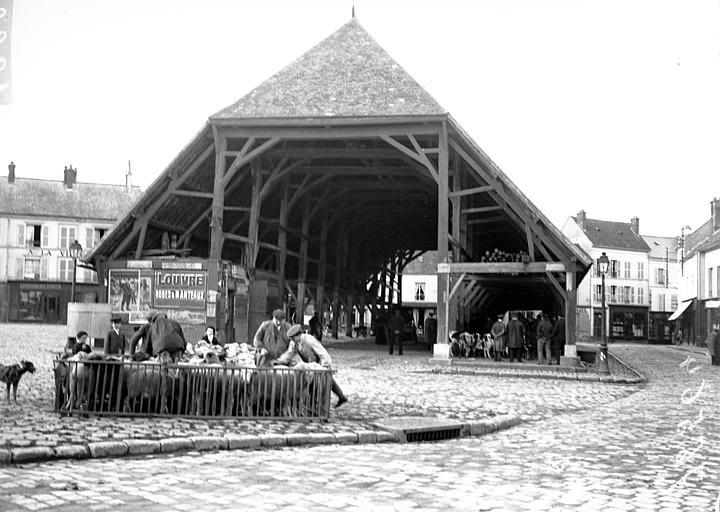
Halle d'Arpajon (1920).
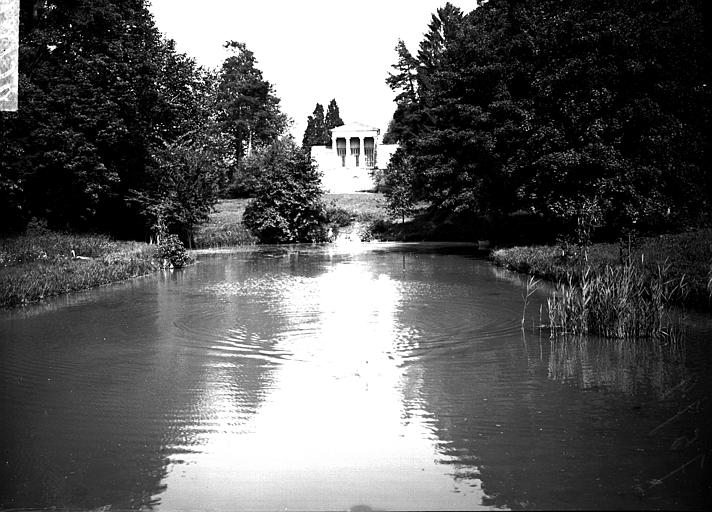
Temple de la Gloire à Orsay (XIXe siècle).

## Clérambault dans les arts

### En littérature
- Un lézard dans le jardin, André Agard, 2011. L'un des personnages principaux de ce roman, le Dr Schwarz, s'inspire directement de G.G. de Clérambault : sa passion et son savoir des étoffes, sa position dans la psychiatrie et son étrange suicide.
- Délire d'amour (Enduring Love), roman publié par l'écrivain britannique Ian McEwan en 1997, raconte un cas d'érotomanie homosexuelle.
- Monsieur Lundi (1936) dans la série des Maigret de Georges Simenon, adapté pour la télévision sous le titre Maigret chez le docteur.

### Au cinéma
- Le Cri de la soie, film de Yvon Marciano de 1996, avec Sergio Castellitto, Marie Trintignant et Anémone, est inspiré de la vie et de l'œuvre de Gaëtan Gatien de Clérambault.
- À la folie… pas du tout, film français de Lætitia Colombani de 2002, avec Audrey Tautou et Samuel Le Bihan, tourne autour d'un cas classique d'érotomanie.
- Délire d'amour (Enduring Love), film britannique de Roger Michell de 2004, avec Daniel Craig et Rhys Ifans, est l'adaptation cinématographique du roman sus-cité d'Ian McEwan.
- Anna M., film français de Michel Spinosa de 2007, avec Isabelle Carré et Gilbert Melki, illustre le syndrome de Clérambault ou érotomanie.

### Au théâtre
Lectures spectacles à partir de textes de Clérambault :
- La Passion érotique des étoffes chez la femme, Centre dramatique régional de Haute-Normandie, Rouen (France), 2004
- L'Orgasme de la soie, compagnie théâtrale nantaise Science 89, 2008[32]

#### Thèses
- Elizabeth Renard, dir. G. Heuyer, « Le Docteur Gaëtan Gatien de Clérambault, sa vie et son œuvre 1872-1934 - Thèse », faculté de médecine, Paris, 1942 ; rééd. Les Empêcheurs de penser en rond, Le Plessis-Robinson, 1992  (ISBN 2908602296)
- Yves Edel, « Les certificats de Clérambault 1905 à 1914 : contribution à l'étude clinique des phénomènes d'automatisme mental dans les certificats retrouvés aux archives de l'hôpital Henri Rousselle. Thèse de doctorat en médecine », faculté de médecine de Strasbourg I, Strasbourg, 1985
- Jean-Luc Ferretto, « Les certificats de G.G. de Clérambault: 1927 à 1934 ; contribution à l'étude clinique des phénomènes d'automatisme mental », faculté de médecine de Strasbourg I, Strasbourg, 1991

#### Ouvrages
- Serge Tisseron, Gaëtan Gatien de Clérambault, psychiatre et photographe, Les Empêcheurs de penser en rond, Le Plessis-Robinson, 1990, rééd. 1997  (ISBN 9782908602036)
- Pierre Moron, Clérambault, maître de Lacan, Les Empêcheurs de penser en rond, Le Plessis-Robinson, 1993  (ISBN 9782908602418)
- Y. Papetti Y., F. Valier F., B. de Freminville & S. Tisseron, La Passion des étoffes chez un neuropsychiatre - Gaëtan Gatian de Clérambault, 1872-1934, Solin, Arles, 1997
- Alain Rubens, Le Maître des insensés. Gaëtan Gatian de Clérambault (1872-1934), Synthelabo, 1998, Les Empêcheurs de penser en rond, Le Plessis-Robinson, 2002  (ISBN 9782843240904)

#### Articles
- Daniel Bermond, « Gaëtan de Clérambault, psychiatre, artiste et photographe », in L'Histoire, no 174, p. 80-81, février 1994
- M. Ducluzaux, E. Mele, B. Lahutte & J.-P. Rondier, « Voir la mort en face », in Revue française de psychiatrie et de psychologie médicale, vol. IX, no 88, p. 13-15, 2005
- Daniel Schweitz et Monique Zollinger, « De l’“historien du dimanche” au président de société savante : la vie et l’œuvre d’Édouard Gatian de Clérambault (1833-1917) », Bulletin de la Société archéologique de Touraine, t. LXIV,‎ 2018, p. 191-211
- Ghita El Khayat, « De Clérambault » dans Revue maghrébine de psychiatrie [lire en ligne]